# 前165年
| 千纪： | 前1千纪 |
| 世纪： | 前3世纪 \| 前2世纪 \| 前1世纪                                                                                         |
| 年代： | 前190年代 \| 前180年代 \| 前170年代 \| 前160年代 \| 前150年代 \| 前140年代 \| 前130年代                               |
| 年份： | 前170年 \| 前169年 \| 前168年 \| 前167年 \| 前166年 \| 前165年 \| 前164年 \| 前163年 \| 前162年 \| 前161年 \| 前160年 |
| 纪年： | 西汉汉文帝前元十五年                                                                                                  |

## 大事记
- 馬加比家族領導猶太人發起了馬加比革命(Maccabeans Revolt)。結果於前165年，成功以游擊戰奪回耶路撒冷聖殿和使猶太地區免於希臘化，並取得了相對獨立，由非大衛家系的祭司兼作君王。